# Wolfsmühle (Wilhermsdorf)
Wolfsmühle ist ein Gemeindeteil des Marktes Wilhermsdorf im Landkreis Fürth (Mittelfranken, Bayern). Wolfsmühle liegt in der Gemarkung Wilhermsdorf.

## Geografie
Die Einöde liegt am Ulsenbach, einem linken Zufluss der Zenn. Im Nordosten grenzt das Waldgebiet Stößfeldlein an, 0,75 km westlich liegt das Mühlfeld. Eine Gemeindeverbindungsstraße führt nach Mittelmühle (0,5 km nordwestlich) bzw. nach Unterulsenbach (1 km südöstlich).

## Geschichte
Gegen Ende des 18. Jahrhunderts gehörte die Wolfsmühle zur Realgemeinde Unterulsenbach. Die Mühle hatte das brandenburg-bayreuthische Kastenamt Neuhof als Grundherrn.
Von 1797 bis 1810 unterstand der Ort dem Justizamt Markt Erlbach und Kammeramt Neuhof. Im Rahmen des Gemeindeedikts wurde Wolfsmühle dem 1811 gebildeten Steuerdistrikt Markt Erlbach und der 1813 gegründeten Ruralgemeinde Eschenbach zugeordnet. Am 14. September 1824 erfolgte die Umgemeindung in die Ruralgemeinde Siedelbach. Am 1. Januar 1972 wurde Wolfsmühle im Zuge der Gebietsreform in Bayern nach Wilhermsdorf eingemeindet.

### Ehemaliges Baudenkmal
- Mühle am Ulsenbach: zweigeschossiger verputzter Fachwerkbau des 18. Jahrhunderts; drei Dachgeschosse, eines mit stichbogiger Aufzugsluke; korbbogige Haustür, diese rautenförmig aufgedoppelt – zugehörig eingeschossiges Hofhaus; konstruktiver Fachwerkgiebel; Sturz der Haustür bezeichnet „L E 1778“, dazwischen Mühlrad, Oberlichte, aufgedoppelte Tür[8]

### Einwohnerentwicklung
| Jahr      | 001818 | 001840 | 001861 | 001871 | 001885 | 001900 | 001925 | 001950 | 001961 | 001970 | 001987 | 002015 |
| Einwohner | 9      | 16     | 10     | 12     | 9      | 4      | 6      | 13     | 5      | 5      | 6      | 3      |
| Häuser    | 1      | 2      |        |        | 2      | 2      | 2      | 2      | 1      |        | 1      |        |
| Quelle    | [ 10 ] | [ 11 ] | [ 12 ] | [ 13 ] | [ 14 ] | [ 15 ] | [ 16 ] | [ 17 ] | [ 18 ] | [ 19 ] | [ 20 ] | [ 1 ]  |

## Religion
Der Ort ist evangelisch-lutherisch geprägt und war ursprünglich nach St. Kilian (Markt Erlbach) gepfarrt, aktuell ist die Pfarrei St. Martin und Maria (Wilhermsdorf) zuständig. Die Katholiken sind nach St. Michael (Wilhermsdorf) gepfarrt.